# H.Soror
H.Soror  — українське тріо, яке складно втиснути в конкретні рамки певного стилю, музика колективу знаходиться на суміжній точці психоделічного року та фрі джазу, підживлюючись електронними впливами. Це дає змогу отримувати позитивні відгуки від різних аудиторій та брати участь як у великих джазових фестивалях («Vilnius Mama Jazz 2017») та фестивалях сучасної культури («ГогольFest 2014»), так і виступати у панк-сквотах чи рок-клубах. Попередній досвід в різноманітному колі музики (кожен учасник має свої сайд чи соло проекти) дає змогу створювати непересічний матеріал та справедливо називати H.Soror самостійними та незалежними творцями.

## Історія
Гурт був створений в 2014 році в Києві двома дівчатами - Наташею Пироговою та Наташею Панченко. Певний час граючи удвох та записавши перший EP, почали експериментувати з введенням саксофону в живий склад. Після вдалого виступу на ГогольФесті 2014 саксофон закріпився в складі, а саксофоніст Микола Лебедь став постійним учасником. У 2016 гурт їде у спільний європейський тур разом з російським гуртом Shortparis, даючи концерти в Україні, Польщі, Чехії, Німеччині та Голландії. На початку 2017 року на бельгійському лейблі імпровізаційної та експериментальної музики OFF Records [Архівовано 23 лютого 2019 у Wayback Machine.] вийшов альбом "Live in Kyiv", записаний під час виступу в клубі Mezzanine, H.Soror дають концерти в Україні, Білорусії, Литві, Латвії, Румунії, Угорщині та Молдові. У 2018 гурт проводить низку спільних концертів разом з гуртом Krobak в Україні, Румунії, Угорщині, Австрії, Німеччині, Хорватії, Словенії та Польщі. По закінченню європейської частини туру через особисті причини гурт залишає басистка Наталія Панченко, і новим учасником стає Регіна Железнякова, відома своєю участю в гуртах City of Me та Nearr. Різка зміна в складі та виснаженість активною концертною діяльністю призводять до піврічного затишшя, провокуючи чутки про розпад колективу, однак на початку 2019 H.Soror порушили тишу новим записом Live at Electric Meadow'18, даючи змогу почути нову музику, та анонсували декілька виступів в Європі.

## Учасники
- Наталія Пирогова  — ударні інструменти. Також грає у гуртах Krobak та My Personal Murderer. Займається фото та відео-зйомкою концертів, частина команди Kirai Gigs.
- Микола Лебедь — саксофон. Учасник гурту Selma, Ukrainian Improvisation Orchestra. Також виступає соло A.K.A Ghost Cities, активно співпрацює з різними представниками української андерграундної сцени.
- Регіна Желєзнякова — бас гітара. Учасниця гуртів City of Me та Nearr, художниця.

### Попередні учасники
Наталія Панченко (2014–2018) — бас гітара

## Дискографія
2014 — Tyburn EP
2017 — Live in Kyiv (Off Record label)
2017 — Spoon-mouth (Single)
2019 — Live at Electric Meadow